# Kavstika (optika)
Kavstika  (iz grške besede καυστός, ki pomeni pogorel ali iz latinske besede kausticus, kar pomeni gorenje) je v optiki ovojnica svetlobnih žarkov, ki se odbijejo ali lomijo na ukrivljeni površini telesa. Lahko je tudi projekcija te ovojnice na drugo površino. Kavstika je krivulja ali površina na katero je vsak žarek svetlobe tangenta. Med najbolj znanimi primeri je nastanek kavstike, če sije svetloba na kozarec poln vode (glej sliko).